# Michel Giroud (facteur d'orgues)
Pour les articles homonymes, voir Michel Giroud.
Michel Giroud, facteur d'orgues, fils de Jean Giroud, compositeur et organiste, né  le 22 septembre 1939  a créé et construit de nombreux orgues en France, en alliant la tradition et la novation des matériaux.

## Biographie
Michel, René, Jean-Marie, Giroud fait des études supérieures à Lyon et à Paris à l'école Nationale des Arts appliqués. Parallèlement à celles-ci, il suit une formation musicale et instrumentale (violon).
Il apprend le métier de facteur d'orgues près du maître facteur d'orgues strasbourgeois, Curt Schwenkedel, de 1956 à 1972.
Après avoir obtenu son diplôme de maître facteur d'orgues (Maître Artisan) en 1976, il crée la  manufacture d'orgues Michel Giroud, implantée à Bernin (Isère), et s'entoure peu à peu de plusieurs compagnons (sept en moyenne), notamment de Jacques Nonnet, qui reprend la direction de l'entreprise après son départ à la retraite.

## Conception et réalisation d'orgues neufs
- Église Saint-Philibert de Saint-Ismier  (38)
- Temple de Mens  (38)
- Saint-Jean de Grenoble
- Saint-Martial de Seignelay (89)
- Notre-Dame du Grand-Bornand (74)
- Saint-Michel de Chamonix
- Arques-la-Bataille (76)
- Orgues pour des Conservatoires : Nice, Mérignac, Toulouse, Grenoble...

## Restaurations d'orgues dans le cadre du patrimoine
- Orgues Grinda de Villefranche-sur-Mer
- Orgues du Monastier-sur-Gazeille, au buffet de 1518  (Puy-de-Dôme)
- Orgues Cavaillé-Coll de la cathédrale Saint-Alain de Lavaur (Tarn)
- Orgues François Callinet de St François-Xavier de Besançon
- Orgues Nicolas-Antoine Lété de la cathédrale d'Annecy
- Orgues Cavaillé-Coll de Notre-Dame de Paris (en groupement d'entreprises avec Boisseau-Cattiaux et Emeriau) .
- Orgue italien de La Roche-sur-Foron  (Haute-Savoie)
- Orgues  Callinet de la Cathédrale de Saint-Claude  (Jura).
- Orgues Suret de Sainte-Élisabeth-de-Hongrie (Paris).
- Orgues de Moret-sur-Loing (Seine-et-Marne) (restauration et reconstitution)
- Orgues de la cathédrale de Quimper (reconstruction)
- Orgues de l'Église Saint-Ouen de Pont-Audemer (Eure) (restauration et reconstitution)

## Responsabilités
- Membre du Bureau National du Groupement Professionnel des Facteurs d'Orgues depuis la fondation jusqu'en 1994
- Président National du Groupement Professionnel des Facteurs d'Orgues de 1985 à 1991
- Président de la section clavier à la Chambre Syndicale de la Facture Instrumentale de 1987 à 1991
- Membre de la Commission Supérieure des Monuments Historiques, 5e section, près du Ministère de la Culture de 1985 à 1993
- Membre de la Commission Supérieure à la Direction de la Musique de 1985 à 1993.
- Expert Judiciaire près la Cour d'Appel de Grenoble depuis 1988
- Président honoraire du Groupement Professionnel des Facteurs d’Orgues Français.

## Distinctions
- Prix départemental des Métiers d'Art en 1980
- Prix de gestion 1992 attribué par la Banque Populaire
- Distinction "Artipolis" 1992 (Chambre des Métiers Grenoble)
- Médaille vermeil Arts-Sciences-Lettres 1993 (A.S.L. Paris)
- Chevalier de l’ordre national des Arts et des Lettres en juillet 1995
- Officier de l'ordre des Arts et des Lettres le 11 décembre 2001

## Discographie des instruments
Orgue du Grand-Bornand (Haute-Savoie) 40 jeux - 3 claviers
Inauguration en 1988 par Michel Chapuis
- BNL 112771  J.S Bach  -  les toccatas, François-Henri Houbart
- BNL 112819  J.S Bach   -  l'art de la transcription, Olivier Latry
- BNL 112815  Musique baroque anglaise - Trompette et orgue, Pascal Vigneron et Pierre Méa (1992)
- BNL 112820  Johann Ludwig Krebs - Chorals pour trompette et orgue, Pascal Vigneron et Pierre Méa  (1991)
- QM 6963  - J.S Bach l'art du cantus firmus I, Vincent Warnier - Pascal Vigneron
- SYR 141344  - Magnificat, Noémi Rime Soprano, Helga Schauerte-Maubouet à l’orgue
- ARTCC 9901- SM62  - Jean Giroud - Images pour un chemin de croix sur le texte de Paul Claudel, 1er enregistrement mondial, Laurent Terzieff récitant, Philippe Brandeis à l’orgue

Orgue de Saint-Jean / Grenoble (Isère) 37 jeux - 3 claviers
Inauguration par Jean Boyer en 1991
- BNL 112829  J.S Bach - les sonates en trio, Olivier Latry  (1992)
- BNL 112766  Œuvres de Sweelinck et Scheidt, François-Henri Houbart  (1989)

Orgue de Saint-Michel de Chamonix (Haute Savoie) 23 jeux - 2 claviers
Inauguration par Marie Claire Alain en 1992
- ARTCC  921201  Trompette et orgue au pays du Mont-Blanc, Pascal Vigneron et Jacques Amade

Orgue de La-Roche-sur-Foron (Haute-Savoie)- Orgue Franzetti
Inauguration par Pierre Perdigon en 1993
- SYR 141308  Musique italienne, Pierre Perdigon
- fairy day (suite "Franzetti") Musique composée en 2008 par J-P Verpeaux pour l'orgue de La-Roche-sur-Foron, mais provisoirement enregistrée avec un orgue virtuel.
- happy night (adagio de la suite "Franzetti") autre enregistrement sur orgue virtuel d'une musique écrite pour l'orgue Franzetti restauré par M. Giroud

Orgues (1518 reconstitué) de l’abbatiale Saint-Théofrède du Monastier S:Gazeille (H-L)
Inauguration par François Clément en  1986
- SYR   Œuvres des XVe XVIe et XVIIe siècles, Massimo Nosetti

Orgues de l’église Saint-Martial de Seignelay  (Yonne) 17 jeux - 2 claviers
Inauguration par Maurice Clerc en 1987
- QM 6975  L’Art du Cantus Firmus - Vol . 2 Scheidt-Sweelinck-Tag-Telemann-Kauffmann- Krebs- Homilius, Pascal Vigneron, Hélène Devilleneuve, Véronique Reinbold, Pierre Méa
- QM 7039  J.S.Bach Le Clavier bien tempéré - Vol. 1, premier enregistrement mondial avec les trois instruments requis accordés au tempérament Werckmeister III, Pascal Vigneron, Dimitri Vassilakis, Christine Auger
- QM 7043  J.S.Bach Le Clavier bien tempéré - Vol. 2, premier enregistrement mondial avec les trois instruments requis accordés au tempérament Werckmeister III, Pascal Vigneron, Dimitri Vassilakis, Christine Auger
- QM 7049  D'aquin, Haydn, Mozart, Mendelssohn, Schumann, Brahms, Pascal Vigneron récital, sortie fin 2008

Orgues de l’église de Saint-Ismier (Isère) 17 jeux-2 claviers
Inauguration par Daniel Bouldjoua en 1982
- BNL 112875 G.F.Haendel - Sonates pour Violon et Basse Continue, Frédéric Pelassy,violon. Vincent Warnier,Orgues.
- BNL 112883 W.A.Mozart - Sonates d’Église, Frédéric Pelassy, Gordan Nikolic violons. Jean Marie Trotereau violoncelle. Georges Bessonnet à l’orgue

Orgue de jubé de l’église d’Arques-la-Bataille (Seine-Maritime) 21 jeux 3 claviers
Inauguration : Michel Chapuis- Mai 1998
- BNL 112890 Œuvres pour orgue d’Europe du nord, François-Henri Houbart

Orgue de la cathédrale de Saint-Claude (Jura) Daublaine-Callinet 1843 36 jeux - 3 claviers
Inauguration : Michel Chapuis Pentecôte 1997
- SYR 141342 Œuvres pour orgue de Mendelssohn, Georges Bessonnet à l’orgue